# لانسي (ميشيغان)
لانسي (بالإنجليزية: L'Anse, Michigan)‏ هي منطقة سكنية تقع في الولايات المتحدة في مقاطعة باراجا. يقدر عدد سكانها بـ 2,011 نسمة ومساحتها 6.55 كم2 وترتفع عن سطح البحر 189 متر.

## التركيبة السكانية
قام مكتب تعداد الولايات المتحدة بتحديد بيانات التركيبة السكانية للانسي في تعداد الولايات المتحدة. في ما يلي، التركيبة السكانية حسب تعدادي 2000 و2010.

### تعداد عام 2000
بلغ عدد سكان كولم 422 نسمة بحسب تعداد عام 2000، وبلغ عدد الأسر 214 أسرة وعدد العائلات 123 عائلة مقيمة في المدينة. في حين سجلت الكثافة السكانية 1,335.7 نسمة لكل ميل مربع (515.7/كم2). وبلغ عدد الوحدات السكنية 251 وحدة بمتوسط كثافة قدره 794.5 نسمة لكل ميل مربع (306.8/كم2).
وتوزع التركيب العرقي للمدينة بنسبة 99.05% من البيض و 0.24% من الأمريكيين الأصليين و 0.47% من عرقين مختلطين أو أكثر.
بلغ عدد الأسر 214 أسرة كانت نسبة 17.3% منها لديها أطفال تحت سن الثامنة عشر تعيش معهم، وبلغت نسبة الأزواج القاطنين مع بعضهم البعض 53.3% من أصل المجموع الكلي للأسر، ونسبة 2.8% من الأسر كان لديها معيلات من الإناث دون وجود شريك، وكانت نسبة 42.1% من غير العائلات. تألفت نسبة 40.7% من أصل جميع الأسر من أفراد ونسبة 29.4% كانوا يعيش معهم شخص وحيد يبلغ من العمر 65 عاماً فما فوق. وبلغ متوسط حجم الأسرة المعيشية 2.63، أما متوسط حجم العائلات فبلغ 1.97.
بلغ العمر الوسطي للسكان 56 عاماً. وكانت نسبة 16.4% من القاطنين تحت سن الثامنة عشر، وكانت نسبة 4.7% بين الثامنة عشر والأربعة وعشرون عاماً، ونسبة 16.6% كانت واقعةً في الفئة العمرية ما بين الخامسة والعشرون حتى والأربعة وأربعون عاماً، ونسبة 22.7% كانت ما بين الخامسة والأربعون حتى الرابعة والستون، ونسبة 39.6% كانت ضمن فئة الخامسة والستون عاماً فما فوق. يوجد لكل 100 أنثى 89.2 ذكر، ويوجد لكل 100 أنثى في الثامنة عشر من عمرها فما فوق 88.8 ذكر.
بلغ متوسط دخل الأسرة في المدينة 25,125 دولار، أما متوسط دخل العائلة فبلغ 29,643 دولار. وكان متوسط دخل الذكور 29,583 دولار مقابل 16,607 دولار للإناث. وسجل دخل الفرد الخاص بالمدينة 19,904 دولار. وكانت نسبة 7.7% من العائلات ونسبة 10.4% من السكان تحت خط الفقر، وكان من هؤلاء نسبة 7.9% تحت سن الثامنة عشر ونسبة 14.6% في الخامسة والستين من العمر وما فوق.

### تعداد عام 2010
بلغ عدد سكان كونا 15,210 نسمة بحسب تعداد عام 2010، وبلغ عدد الأسر 4,782 أسرة وعدد العائلات 3,838 عائلة مقيمة في المدينة. في حين سجلت الكثافة السكانية 841.3 نسمة لكل ميل مربع (324.8/كم2). وبلغ عدد الوحدات السكنية 5,108 وحدة بمتوسط كثافة قدره 282.5 لكل ميل مربع (109.1/كم2).
وتوزع التركيب العرقي للمدينة بنسبة 91.2% من البيض و 0.8% من الأمريكيين الأصليين و 0.7% من الأمريكيين ذوي الأصول الآسيوية و 0.1% من سكان جزر المحيط الهادئ و 0.6% من الأمريكيين الأفارقة و 2.9% من عرقين مختلطين أو أكثر.
بلغ عدد الأسر 4,782 أسرة كانت نسبة 56.1% منها لديها أطفال تحت سن الثامنة عشر تعيش معهم، وبلغت نسبة الأزواج القاطنين مع بعضهم البعض 63.3% من أصل المجموع الكلي للأسر، ونسبة 11.9% من الأسر كان لديها معيلات من الإناث دون وجود شريك، بينما كانت نسبة 5.1% من الأسر لديها معيلون من الذكور دون وجود شريكة وكانت نسبة 19.7% من غير العائلات. تألفت نسبة 14.8% من أصل جميع الأسر من أفراد ونسبة 3.9% كانوا يعيش معهم شخص وحيد يبلغ من العمر 65 عاماً فما فوق. وبلغ متوسط حجم الأسرة المعيشية 3.53، أما متوسط حجم العائلات فبلغ 3.18.
بلغ العمر الوسطي للسكان 28.1 عاماً. وكانت نسبة 37.7% من القاطنين تحت سن الثامنة عشر، وكانت نسبة 7.4% بين الثامنة عشر والأربعة وعشرون عاماً، ونسبة 35.1% كانت واقعةً في الفئة العمرية ما بين الخامسة والعشرون حتى والأربعة وأربعون عاماً، ونسبة 15.3% كانت ما بين الخامسة والأربعون حتى الرابعة والستون، ونسبة 4.4% كانت ضمن فئة الخامسة والستون عاماً فما فوق. وتوزع التركيب الجنسي للسكان بنسبة 49.9% ذكور و50.1% إناث.